# Елц ле Морит
Елц ле Морит (фр. Heiltz-le-Maurupt) је насеље и општина у североисточној Француској у региону Шампањ-Арден, у департману Марна која припада префектури Витри ле Франсоа.
По подацима из 2011. године у општини је живело 402 становника, а густина насељености је износила 24,71 становника/km². Општина се простире на површини од 16,27 km². Налази се на средњој надморској висини од 118 метара.

## Демографија
| 1962. | 1968. | 1975. | 1982. | 1990. | 1999. | 2011. |
| ----- | ----- | ----- | ----- | ----- | ----- | ----- |
| 397   | 407   | 376   | 384   | 405   | 383   | 402   |

График промене броја становника у току последњих година